# Кессель, Константин Иванович
Константин Иванович Кессель (1843, Ярославская губерния, Российская империя — 25 декабря 1919, Петроград, РСФСР) — русский юрист, прокурор, судебный деятель, действительный статский советник (1 января 1902)

## Биография
Родился в семье дворян Ярославской губернии. Выпускник Костромской гимназии.
В 1863 году окончил Ярославский Демидовский лицей с отличием, присвоением золотой медали, и получением чина XII класса.
С 1864 года работал судебным следователем, затем товарищем прокурора Санкт-Петербургского окружного суда.
В 1860—1870 гг. сотрудничал с газетой «Судебный вестник».
В 1876 году командирован в Одесскую губернию для расследования причин, приведших к Тилигульской железнодорожной катастрофе.
В апреле 1878 года выступил государственным обвинителем по делу В. И. Засулич.
Затем переведён товарищем прокурора Московского окружного суда, 
С 1879 до 1892 года — прокурор Курского окружного суда,
С 1892 до 1906 года— товарищ прокурора Варшавской судебной палаты.
В 1902 году присвоен чин действительного статского советника.
С 1906 по 1917 год — член Петербургской (Петроградской) судебной палаты.
После революции работал счетоводом, жил на Знаменской улице, д. 20. 
Умер в Мариинской больнице от артериосклероза.

## Награды
- орден Св. Станислава 2-й степени;
- орден Св. Анны 2-й степени — 1885;
- орден Св. Владимира 4-й степени;
- орден Св. Владимира 3-й степени −1896;
- орден Св. Станислава 1-й степени — 1906;
- Тёмно-бронзовая медаль «В память русско-турецкой войны 1877—1878»;
- Медаль «В память царствования императора Александра III»
- Медаль «В память 300-летия царствования дома Романовых»
- Знак Красного Креста.

### Семья
Жена — Ольга Николаевна (урождённая Гладкова;1870, Курск — после 1935, СССР). Оставшись вдовой, повторно замуж не вышла. С 1931 г. проживала в Ленинграде с сыном Сергеем, занималась домашним хозяйством. В марте 1935 г. была выслана с сыном Сергеем в Оренбург на 5 лет; в сентябре 1935 г. после перевода сына выехала с ним в Пермскую область.
Сыновья:
- Николай (1891, Курск — после 1967) — выпускник Училища правоведения (1912), служил секретарём 2-го политического отдела Министерства иностранных дел. В годы Гражданской войны — вице-директор дипломатической канцелярии белогвардейских Вооружённых Сил Юга России[6].
- Сергей (1893, Варшава — после 1939, СССР) — выпускник Училища правоведения (1914)[7], служил в Петрограде в чине титулярного советника. После революции — старший инспектор-инструктор в бухгалтерии института «Гидростройпроект» (Ленинград). В марте 1935 г. выслан с матерью в Оренбург, в сентябре по ходатайству Наркомтяжпрома место ссылки заменено на Пермь, проживал в посёлке Балмошный Пермского области. 4 апреля 1938 г. арестован, 9 июля 1939 г. дело прекращено за недостаточностью улик, 11 июля освобождён[5].
- Владимир (1896, Варшава — 1931, Ленинград) — выпускник Училища правоведения (1916); с 1914 г. — на фронте корнетом 20-го Финляндского драгунского полка, затем поручиком; награждён Георгиевским оружием[8]. В 1917 г. служил делопроизводителем в чине титулярного советника в канцелярии Совета министров. С 1918 г. — делопроизводитель в отделе ВСНХ по Северной области. 17 июня 1919 арестован в Петрограде, 24 июля переведён в Бутырскую тюрьму (Москва). Осенью 1919 — приговорен к 2 годам концлагеря и в августе отправлен в Покровский лагерь. Летом 1921 — освобожден из лагеря, вернулся в Петроград, работал на заводе «Проводник». В 1931 — арестован, приговорён к высшей мере наказания и расстрелян[5].

## Отзывы современников
Я знал Кесселя давно. Застав его в 1871 году чрезвычайно строптивым, исполняющим должность следователя и предупреждённый Паленом ещё в Казани, что при первой моей жалобе Кессель будет причислен к министерству юстиции, я защищал его против нареканий прокуратуры и при первой возможности взял прямо в городские товарищи прокурора на высший оклад, поручал ему большие обвинения, поощрял его литературные работы в «Судебном вестнике» и, уйдя из прокуратуры, рекомендовал его для командировки с особыми правами на место Тилигульской железнодорожной катастрофы; избавляя его от столкновений с Фуксом, устроил ему занятия при Гарткевиче по собиранию материалов для будущего уголовного уложения. По странной аберрации чувства я питал совершенно незаслуженную симпатию к этому угрюмому человеку. Мне думалось, что за его болезненным самолюбием скрываются добрые нравственные качества и чувство собственного достоинства.— А. Ф. Кони